# 安徹灣 (加利福尼亞州)
安徹灣（英語：Anchor Bay）是位於美國加利福尼亞州門多西諾縣的一個人口普查指定地區。

## 地理
安徹灣的座標為38°48′10″N 123°34′40″W / 38.80278°N 123.57778°W，而該地最高點為海拔高度32米（即105英尺）。

## 人口
根據2010年美國人口普查的數據，安徹灣的面積為9.10平方千米，當中陸地面積為9.10平方千米，而水域面積為0.00平方千米。當地共有人口340人，而人口密度為每平方千米37人。